# Gračanica (Ljubovija)
Pour les articles homonymes, voir Gračanica.
Gračanica (en serbe cyrillique : Грачаница) est un village de Serbie situé dans la municipalité de Ljubovija, district de Mačva. Au recensement de 2011, il comptait 360 habitants.

## Démographie
| 1948 | 1953  | 1961  | 1971 | 1981 | 1991 | 2002 | 2011 |
| ---- | ----- | ----- | ---- | ---- | ---- | ---- | ---- |
| 990  | 1 160 | 1 096 | 711  | 630  | 536  | 465  | 360  |

|  |